# بدوطر
البدوطر (الاسم العلمي: Bodotria) هو جنس من المفصليات يتبع الفصيلة البدوطرية من رتبة الربيانيات المقلنسة.

## أنواع البدوطر
- بدوطر أجرد
- بدوطر أفريقي
- بدوطر بارز
- بدوطر بيضوي
- بدوطر ثنائي الطيات
- بدوطر جميل
- بدوطر جنوبي
- بدوطر دقيق
- بدوطر رفيع
- بدوطر رقيق
- بدوطر شوكي
- بدوطر صغير
- بدوطر عاري
- بدوطر عريض
- بدوطر عقربي
- بدوطر كبير
- بدوطر لامع
- بدوطر مبقع
- بدوطر متباعد
- بدوطر متجانس
- بدوطر متغضن
- بدوطر متفاوت
- بدوطر متوسط
- بدوطر مجنح
- بدوطر محدب
- بدوطر مدرع
- بدوطر مشرشر
- بدوطر منخفض
- بدوطر منشاري
- بدوطر ناعم